# غرايم ريفيس
غرايم ريفيس (بالإنجليزية: Graeme Reeves)‏ هو محامي وسياسي نيوزيلندي، ولد في 1947. نشط حزبياً في United Future ‏. وقد انتخب عضو مجلس النواب النيوزيلندي.